# Figures de Widmanstätten

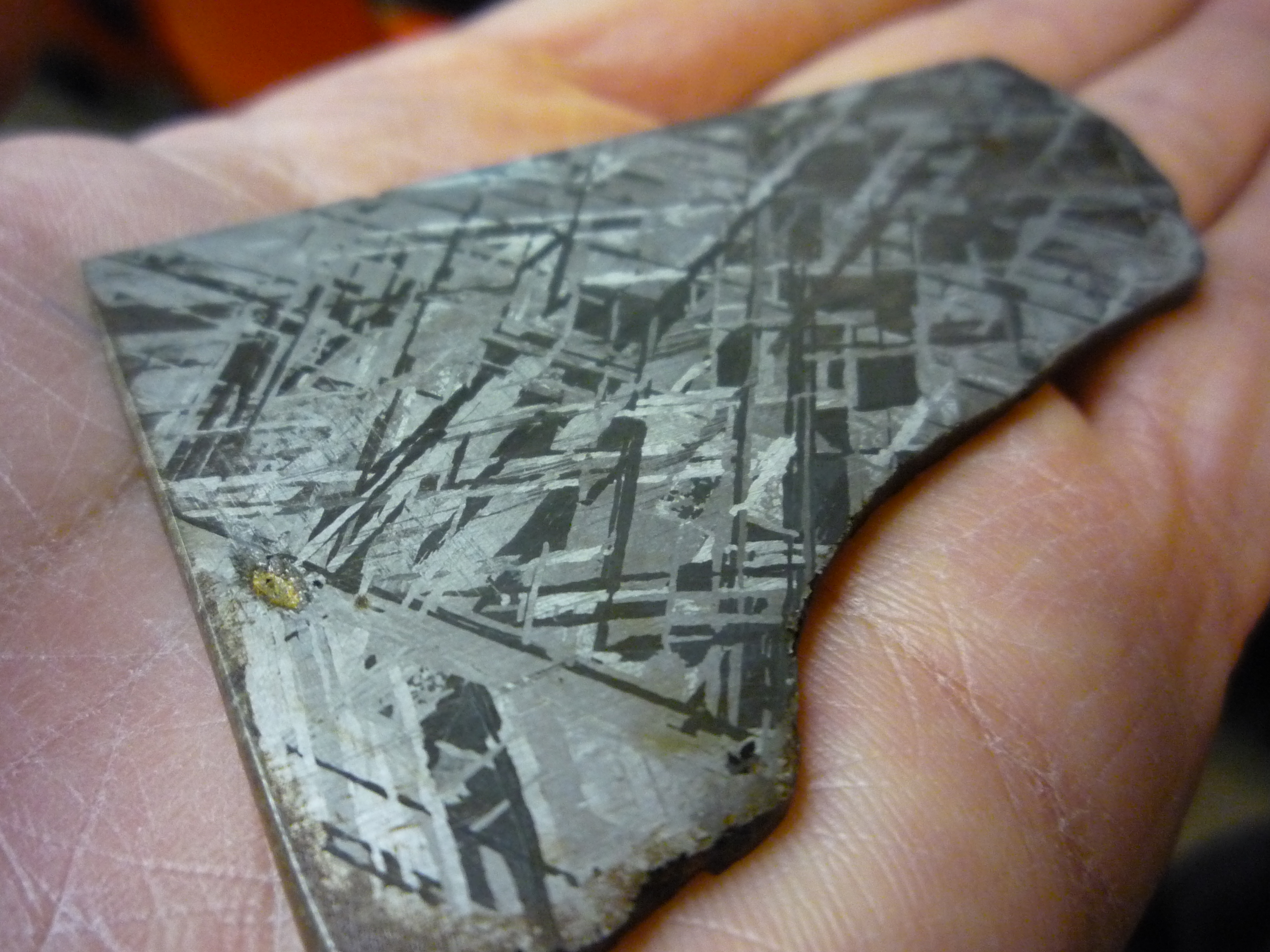
Figures de Widmanstätten sur une section de météorite de fer traitée à l'acide.

Les figures de Widmanstätten (ou Widmanstaetten), ou structures de Thomson, sont la forme sous laquelle apparaît une recristallisation se produisant dans l'acier au-dessus de 1 000 °C ; forme de lamelles ou aiguilles révélée par une attaque de l'acier par l'acide nitrique dilué. Elles ont ainsi été décrites par le géologue anglo-italien G. Thomson (it) en 1804,, puis (re)découvertes indépendamment par le savant autrichien Alois von Beckh-Widmanstätten en 1808 alors qu'il travaillait avec Karl Franz Anton von Schreibers sur des météorites de fer.

## Description
Les figures de Widmanstätten sont dues à la coexistence de deux phases différentes d'un alliage de fer et de nickel : la kamacite et la taénite, respectivement pauvre et riche en nickel. La forme et l'épaisseur des motifs sont liées à la vitesse de refroidissement. À partir d'une phase homogène à haute température et formée de cristaux octaédriques, des lamelles de taénite se forment par démixtion, parallèlement aux faces de l'octaèdre : c'est l'intersection de ces lamelles avec le plan de coupe qui produit les lignes croisées des figures de Widmanstätten.
Ces figures sont redoutées dans les métiers qui travaillent avec des aciers hypoeutectoïdes. Ces structures apparaissent chaque fois que l’acier est chauffé à haute température (1 000  à   1 100 °C) pendant un temps assez long pour que les grains grossissent bien. Le refroidissement est brutal jusqu’à 700 °C et ensuite normal pour que la ferrite se développe dans le plan 111 de l’austénite plutôt qu’aux joints de grains ; cette cristallisation en forme d'aiguilles est dite « aciculaire ». La déshomogénéisation due au chauffage à haute température favoriserait la germination orientée de la ferrite. Ces structures se forment quelle que soit la teneur en carbone de l’acier mais sont plus difficiles à obtenir si elle est faible.
Elles entraînent, pour les alliages, une dureté accrue mais aussi une fragilité plus grande et une corrosion plus importante. Elles ne sont donc pas recherchées, même si elles apparaissent dans tous les aciers, les alliages de cuivre et même dans les métaux purs comme le titane. De plus, elles apparaissent de façon quasi systématique dans les soudures si l’on n'y prend pas garde et c’est précisément à cet endroit que la soudure va lâcher.
Ces structures, très géométriques, sont connues pour être une des caractéristiques des météorites de fer (notamment tous les octaédrites et certains des météorites pallasites).
Dans ce contexte, on ne doit pas confondre les figures de Widmanstätten avec les lignes de Neumann. Ces lignes forment des systèmes des lignes parallèles étroites. Ils résultent des événements du choc.